# 김주일 (1976년)
김주일(1976년 1월 27일 ~ )은 대한민국의 가수이자 배우이다. 1993년 SBS 서울방송 3기 공채 탤런트로 정식 데뷔하였다.

## 학력
- 서울예술대학교 방송연예과 졸업

## 음악 활동

### 정규 앨범
- 1집 Juliet Since 줄리엣(Juliet) - 기다려 늑대! (1997년 발매)
- 2집 I Love Juliet 줄리엣(Juliet) - 미안해 (2000년 발매)

## 출연작

### TV드라마
- 1994년 SBS 주간드라마 《박봉숙 변호사》
- 1995년 SBS 주말극장 《옥이 이모》
- 1995년 SBS 일일시트콤 《LA아리랑》
- 1996년 SBS 일일연속극 《자전거를 타는 여자》
- 1996년 SBS 주말특별기획드라마 《임꺽정》
- 1998년 SBS 일일시트콤 《순풍산부인과》
- 1998년 MBC 일일시트콤 《남자 셋 여자 셋》
- 1998년 MBC 코미디드라마 《여자 대 여자》

### 공연
- 2006년 《I am 신데렐라》 ... 신데렐라 역

## 방송
- 2015년 《투유 프로젝트 - 슈가맨》